# Acrotylus somaliensis
Acrotylus somaliensis är en insektsart som beskrevs av Johnsen och G.H. Schmidt 1982. Acrotylus somaliensis ingår i släktet Acrotylus och familjen gräshoppor. Inga underarter finns listade i Catalogue of Life.